# Vendor Neutral Archive
Vendor Neutral Archive (Archivage neutre indépendant du fournisseur)  est une technique de stockage et d'archivage d'images médicales.
Un système VNA apporte une neutralité vis-à-vis du matériel (systèmes de stockage), du format des données (les données numériques peuvent porter ou non des tags DICOM ou Digital imaging and communications in medicine) et de l'accessibilité par différents outils. Les VNA permettent de s'interfacer avec un ou plusieurs Picture Archiving and Communication System (PACS, système d'archivage et de transmission d'images) ; ainsi la dénomination anglaise  Multi-PACS Archive  est synonyme de VNA.
L'objectif des VNA est donc d'assurer l'interopérabilité entre des systèmes hétérogènes et la protection des dépôts (document, image, manifeste).